# Colt Pocket Percussion Revolvers

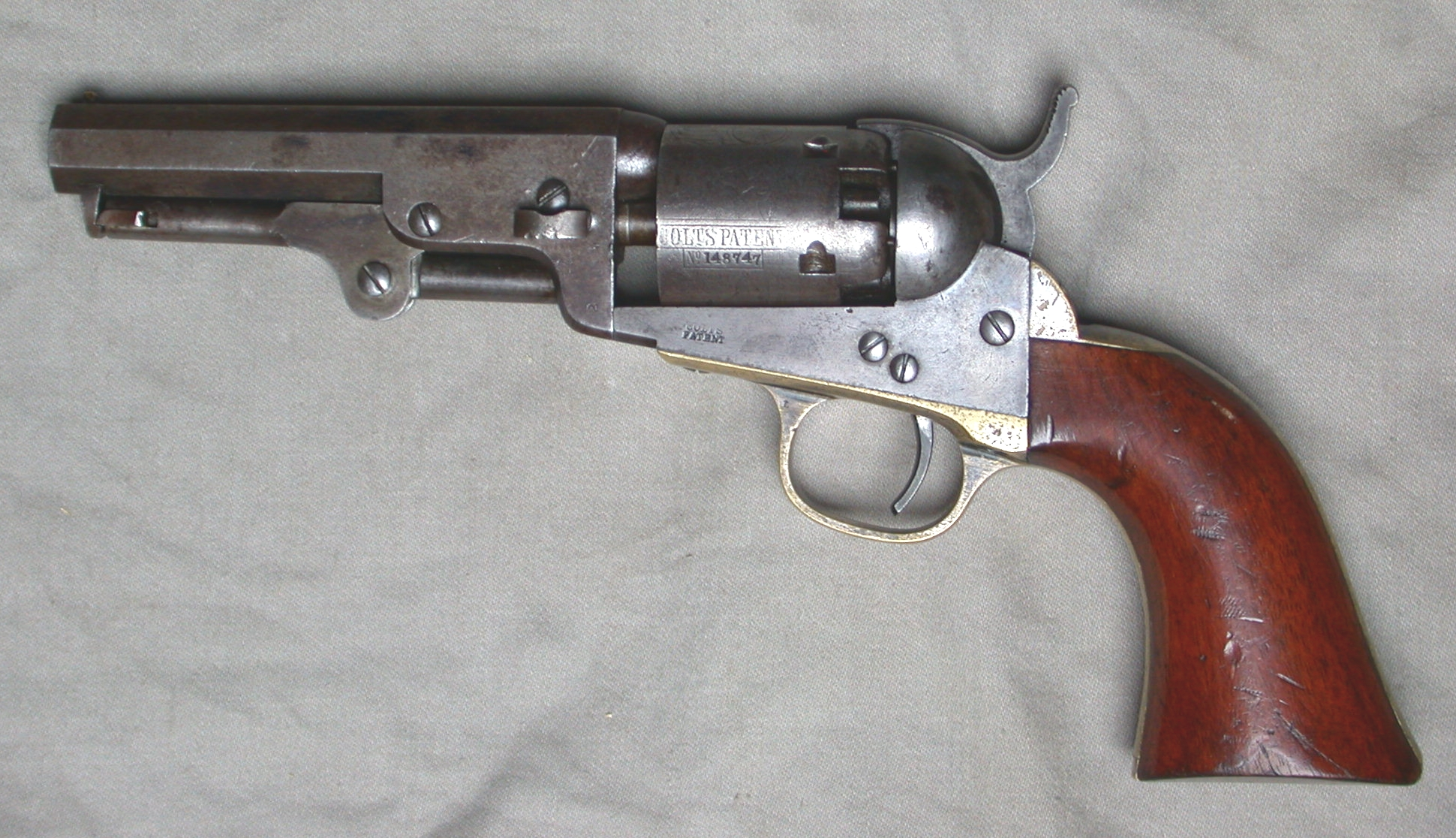
Um Colt Pocket 1849 original

Colt Pocket Percussion Revolvers é a designação genérica de uma família de revolveres produzidos pela Colt's Patent Fire Arms Manufacturing Company de Paterson, Nova Jersey, cujos canos tinham comprimento menor que os modelos originais padrão.

## Histórico
A versão mais curta dos primeiros revólveres da Colt, são também chamados de "Baby Patersons" pelos colecionadores, e foram produzidos inicialmente nos calibres .28 e .31, o calibre .36, só surgiu mais tarde. Esse modelo mais curto, no calibre .31, foi a segunda grande incursão de Samuel Colt no mercado de armas, com o "Baby Dragoon", desenvolvido paralelamente em 1847–48. Em 1850, ele evoluiu para o "Colt's Revolving Pocket Pistol", que os colecionadores chamam de "The Pocket Model of 1849". Ele é um "irmão menor" do mais famoso "Colt's Revolving Belt Pistol of Naval Caliber" introduzido no mesmo ano e chamado pelos colecionadores de "1851 Navy Model", que era basicamente uma versão maior da "Pocket Model belt pistol" no calibre .36, referindo-se a uma arma que podia ser portada em coldres de cinto em vez dos coldres de sela usados para os modelos maiores de Cavalaria de combate. Em 1885, a Colt introduziu um outro revólver de percussão curto, o "Colt 1855 Sidehammer", projetado pelo engenheiro Elisha K. Root.[carece de fontes?]
No início da década de 1860, a Colt introduziu o "Police Pocket Model" com algumas variantes, fazendo uso das novas tecnologias metalúrgicas então disponíveis. Entre 1862 e 1873, os registros da Colt documentam a produção de 19.000 "Pocket Navies" e mais de 20.000 "Pocket Police". Os modelos no calibre .31 tiveram sua produção restrita, pois o período de fabricação foi curto devido a um incêndio na fábrica em 1862, e outras limitações devido a guerra.

## Galeria

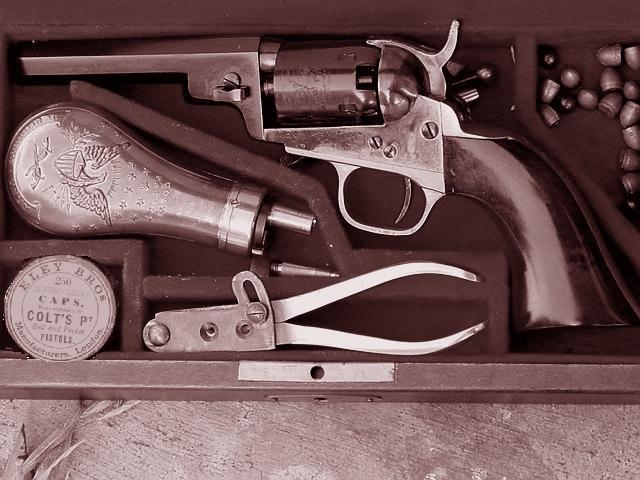
Um Colt Pocket 1849 sem alavanca de recarregamento com acessórios
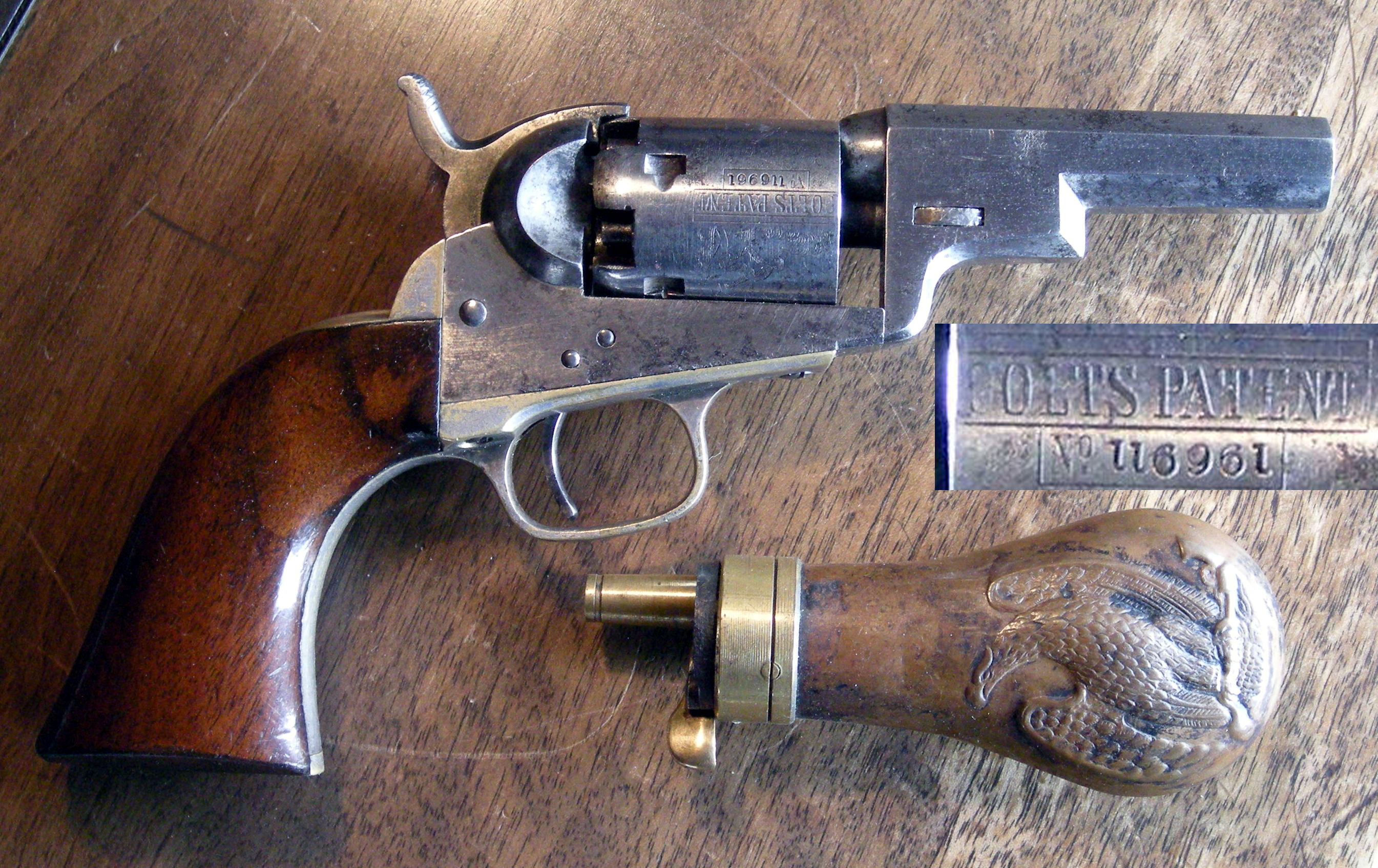
Um Colt Pocket “Wells Fargo” 1849 sem alavanca de recarregamento
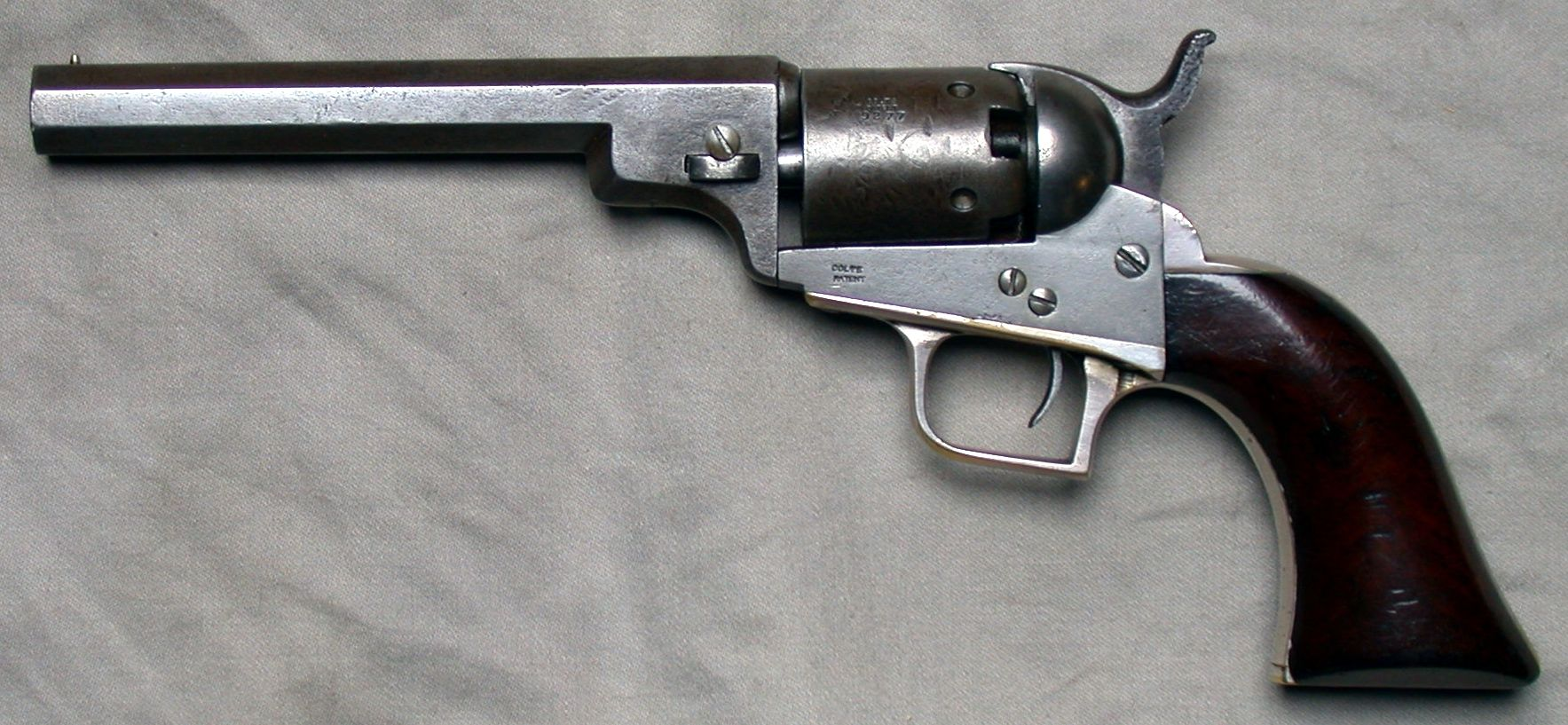
Um Colt Pocket “Baby Dragoon” 1848 no calibre .31 com guarda-mato quadrado
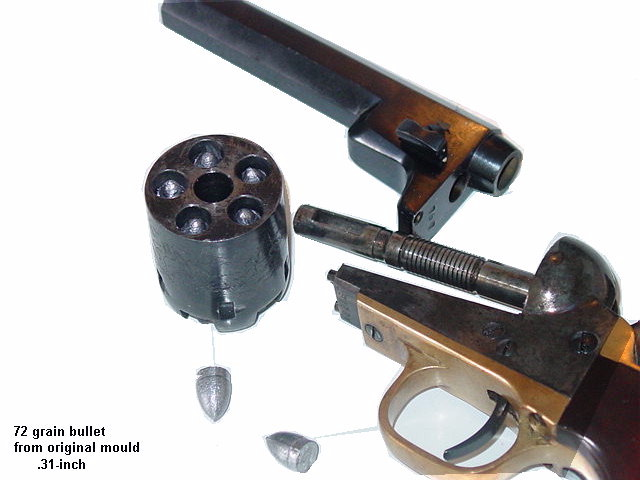
O mandril do cilindro era usado para assentar as balas nos modelos Pocket sem alavancas de recarregamento
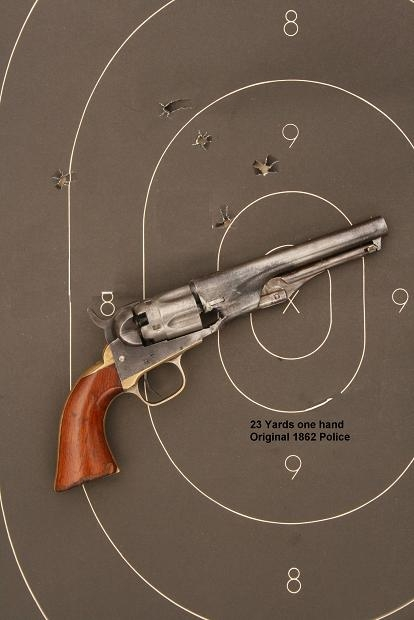
Agrupamento dos disparos de um Pocket Police a 23 yd (21,0 m)
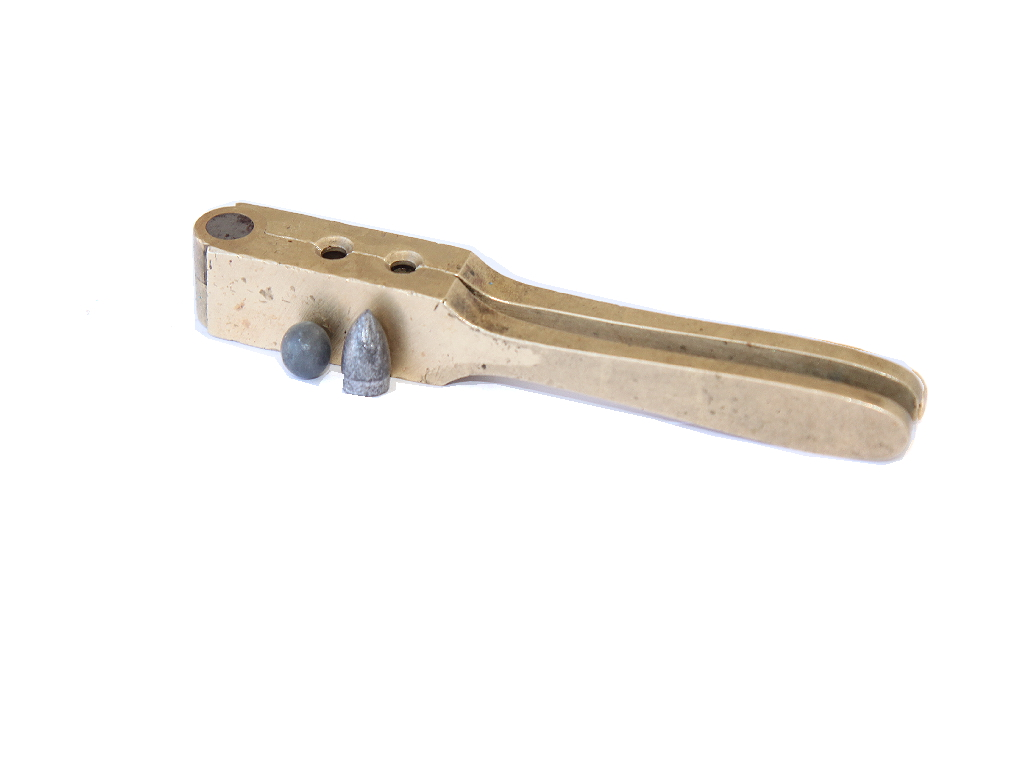
Molde original para balas do Colt Revolving Pocket Pistol 1849